# Múm
Az izlandi múm együttes experimentális elektronikus zenét játszik, melyet tradicionális hangszerek használatával is kiegészítenek (folktronica). Az énekesük lágy, kedves hangja és a különleges hangszerválasztás „gyerekszobai” hangulatot teremt néhány albumukon.[forrás?]
Az együttes 1997-ben alakult. Alapító tagok: Gunnar Örn Tynes, Örvar Þóreyjarson Smárason, Gyða Valtýsdóttir és Kristín Anna Valtýsdóttir, akik ikrek.
2002-ben Gyða kilépett és folytatta tanulmányait Reykjavík-ban.
Mielőtt megalakultak, Gunnar dancefloor zenéket készített az Amigajaval. Kristín és Gyða már gyerekként zongorázni és csellózni tanult. 15 évesen Pixies számokat játszottak a közösségi központban. Örvar akkor kezdett zenét írni, amikor a szülei vettek neki egy számítógépet. BASIC-ben írt egy játékot, és ahhoz szerezte első zenéjét.

## Diszkográfia

### Albumok
- Yesterday Was Dramatic – Today Is OK (TMT, 2000)
- Please Smile My Noise Bleed (Morr Music, 2001)
- Remixed (TMT, 2002)
- Finally We Are No One (Fat Cat Records, 2002)
- Loksins Erum Við Engin (Smekkleysa Records, 2002) – a Finally We Are No One izlandi verziója
- Summer Make Good (Fat Cat Records, 2004)
- Go Go Smear The Poison Ivy (Fat Cat Records, 2007)
- Sing Along To Songs You Don't Know (Morr Music, 2009)

### Kislemezek
- The Ballad Of The Broken Birdie Records (TMT, 2000)
- Green Grass Of Tunnel (Fat Cat Records, 2002)
- Nightly Cares (Fat Cat Records, 2004)
- Dusk Log (Fat Cat Records, 2004)
- Peel Session (Fat Cat Records, 2006)
- They Made Frogs Smoke 'Til They Exploded (Fat Cat Records, 2007)

## Külső hivatkozások
- Hivatalos weboldal